# Portrait d'Ida Rubinstein
Le Portrait d'Ida Rubinstein est un tableau du peintre russe Valentin Serov, réalisé en 1910 à Paris. Ce portrait reflète l'intérêt de Serov pour le thème du « montrer la vie » (jizni napokaz) qui apparaît à l'Âge d'argent et a fasciné le peintre à la fin de sa vie. Il est mort à 46 ans, un an après la réalisation de ce tableau. Ce thème mettait en avant « les hommes et femmes du futur », préoccupés par la condition physique et l'embellissement du corps. Le tableau représente Ida Rubinstein, une danseuse et actrice à succès, dont le public suivait la vie et les prestations. Serov rencontre la danseuse à Paris sur la scène et voit en elle l'incarnation de l'Orient antique. Il l'admirait comme un « bas-relief antique prenant vie ». Il utilise pour transmettre ce ressenti des moyens picturaux proches du symbolisme.
La danseuse stylisée, raffinée, dont les traits originaux sont soulignés par Serov, est ainsi décrite par Nina Simonovich-Efimova (en), qui l'a vue poser dans l'atelier de Serov : 

« Un ovale de visage que l'on dirait dessiné d'un trait ; un nez d'une forme noble. Et un visage gentil, mat, pâle, avec des cheveux noirs tombant en une torsade de boucles. Une silhouette moderne avec un visage d'une époque antique, des Indes légendaires. Cette authenticité attirait Serov, parce qu'elle excluait toute idée de superficiel, de factice… »

## Réalisation
À Paris, en 1910, Serov découvre Ida Rubinstein lors d'un spectacle et pense immédiatement à l'image qu'il peut en tirer. Il lui demande de poser pour un portrait. L'historien d'art John Ellis Bowlt signale que le peintre choisit de la peindre dans une chapelle désaffectée d'un couvent parisien. Contrairement aux charmes des esclaves et bacchantes de Léon Bakst, Ida Rubinstein a quelque chose de gauche et de non érotique. Malgré le mouvement sinueux du corps de la danseuse sur la toile, la tentation de l'érotisme est écartée. Cette œuvre est radicalement différente de toutes les œuvres de Serov, loin des peintures mondaines des personnages de la haute société pétersbourgeoise ou des portraits tout en finesse de ses enfants.
La célèbre ballerine posait nue depuis ses débuts en 1908 dans son rôle dans le Salomé d'Oscar Wilde, se déshabillant complètement lors de la Danse des sept voiles. Cela obligeait malgré tout le peintre à écarter toutes les associations permettant d'identifier son visage sur la toile à la réalité. Mais Serov ne cherchait pas à « représenter » Ida Rubinstein : il voulait créer une image à partir du très riche matériel que lui donnait son modèle.
Trois couleurs seulement à l'état pur sont utilisées : le bleu, le vert, le brun. Chaque couleur est isolée et rien ne marque l'espace où se trouve la figure. L'image rappelle les fresques égyptiennes en peignant le modèle dans le même plan que l'arrière-plan. Ida Rubinstein ne semble pas assise mais plutôt étalée,« ce qui lui donne malgré son extravagance et tout son raffinement, une teinte de faiblesse et de vulnérabilité ».

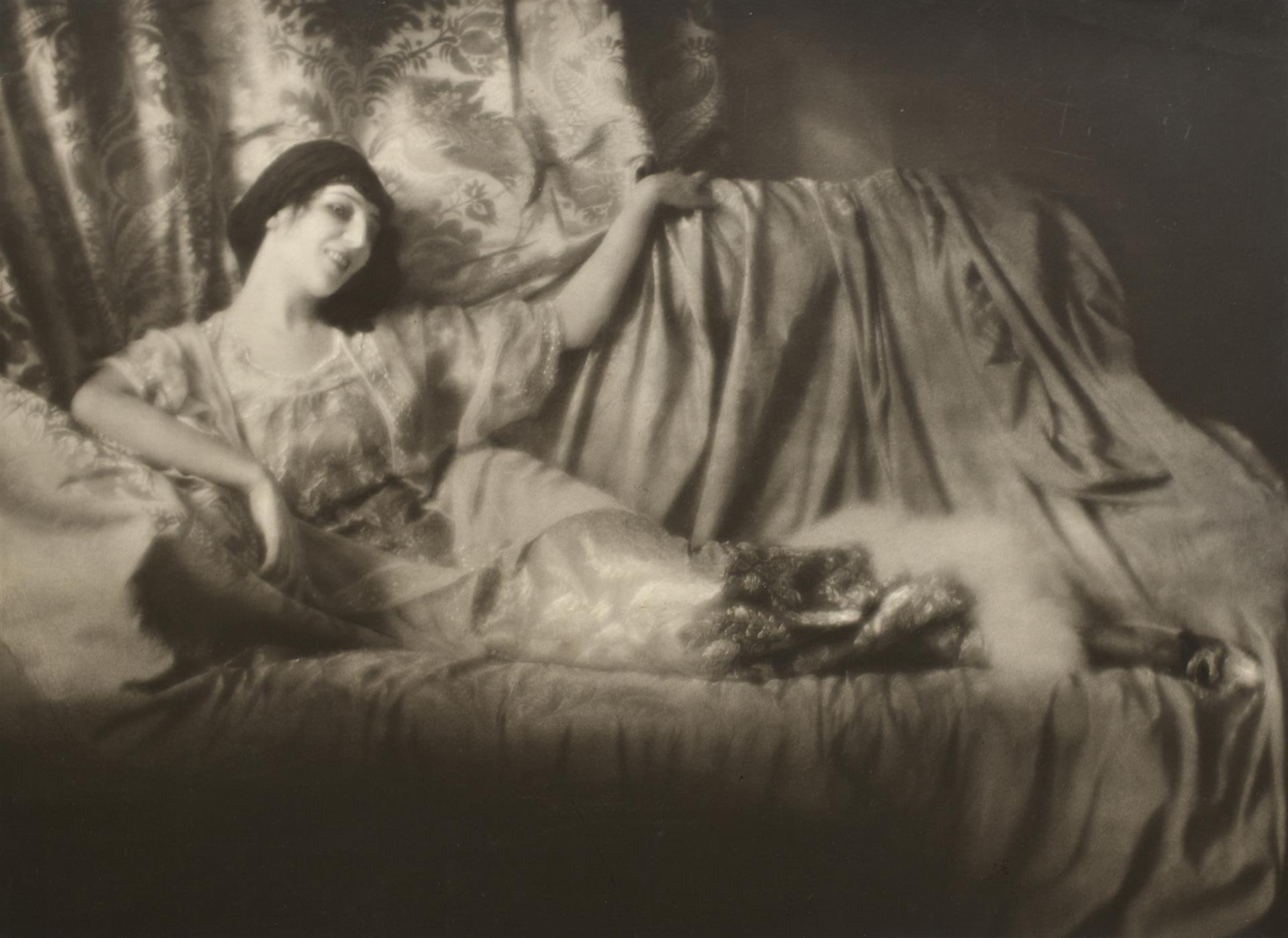
Photographie d'Ida Rubinstein par Otto Wegener en 1912.

Peu après sa réalisation, l'auteur a offert la toile au Musée russe. En 1911, elle a été exposée à l'exposition à Moscou organisée par Mir iskousstva et à une exposition à Rome. Ilia Répine, qui avait enseigné la peinture à Serov, n'appréciait pas ce tableau fort éloigné de ses traditions.
Olga Valentinovna Serova, la fille du peintre, écrivait dans ses mémoires à propos de ce tableau :

« Ida Rubinstein n'était pas du tout aussi maigre que ce que mon père avait imaginé. Apparemment, il l'a stylisée délibérément. »

## Sources
- Art mondial. Peinture russe (Мировое искусство. Русская живопись), Saint-Pétersbourg, ООО «СЗКЭО „Кристалл“»,‎ 2007, 192 p. (ISBN 978-5-9603-0064-3 et 5-9603-0064-8), p. 149
- John Ellis Bowlt (trad. de l'anglais), Moscou et Saint-Pétersbourg 1900-1920 : art, vie et culture, Paris, Hazan, 2008, 391 p. (ISBN 978-2-7541-0303-9)
- Peter Leek, La Peinture russe du XVIIIe au XXe siècle, Bournemouth (GB), Parkstone, 1999 (ISBN 1 85995 356 5)